# Матчи сборной СССР по хоккею с шайбой (1990—1991)

## 1990
| №815 29.03.90. | Хельсинки. СССР — Финляндия — 4:5 (3:1, 0:1, 1:3)                        | Товарищеский матч                      |
| СССР: Ирбе; Малахов — Константинов, Ширяев — Гусаров, Татаринов — Тюриков, Бякин — Ал. Смирнов; Хомутов — В. Быков (1) — Каменский, П. Буре — С. Федоров (1) — Е. Давыдов, Ломакин — Антипов — Леонов (1), Д. Квартальнов — Масленников — Знарок (1), Чистяков.                                              |                                                                          |                                        |
| №816 30.03.90. | Оулу. СССР — Финляндия — 9:6 (3:2, 5:3, 0:1)                             | Товарищеский матч                      |
| СССР: Червяков (Ирбе, 45); Малахов (1) — Константинов, Ширяев — Кравчук (1), Татаринов (1) — Тюриков, Бякин (1) — Ал. Смирнов, Гусаров; Хомутов (1) — В. Быков (2) — Каменский, П. Буре — С. Федоров (1) — Е. Давыдов (1), Знарок — Антипов — Леонов, Чистяков — Немчинов — Штепа, Д. Квартальнов.           |                                                                          |                                        |
| №817 03.04.90. | Лулео. СССР — Швеция — 2:3 (0: 1, 1:0, 1:2)                              | Товарищеский матч                      |
| СССР: Ирбе; Малахов — Константинов, Ширяев — Татаринов (1), Кравчук — Гусаров, Бякин — Стельнов; Хомутов — В. Быков — Каменский, Знарок — Антипов — Леонов, П. Буре (1) — С. Федоров — Е. Давыдов, Д. Квартальнов — А. Семенов — Чистяков, Немчинов.                                                         |                                                                          |                                        |
| №818 05.04.90. | Стокгольм. СССР — Швеция — 3:1 (1: 0, 0:0, 2:1)                          | Товарищеский матч                      |
| СССР: Ирбе: Малахов — Константинов, Татаринов — Стельнов, Кравчук — Гусаров, Ширяев — Бякин; Хомутов — В. Быков (1) — Каменский (1), Знарок — А. Семенов — Леонов, П. Буре(1) — С. Федоров — Е. Давыдов, Д. Квартальнов — Тюменев — Немчинов, Чистяков.                                                      |                                                                          |                                        |
| №819 16.04.90. | Берн. СССР — Норвегия — 9:1 (3:0, 2:0, 4:1)                              | Чемпионат мира по хоккею с шайбой 1990 |
| СССР: Мыльников; Малахов — Константинов (1), Татаринов — Бякин, Кравчук (1) — Гусаров; Хомутов (2) — В. Быков (1) — Каменский, Немчинов (1) — Семак — Леонов, П. Буре (1) — С. Федоров (1) — Христич, Тюменев, Е. Давыдов (1).                                                                               |                                                                          |                                        |
| №820 17.04.90. | Берн: СССР — ФРГ — 5:2 (2:1, 2:1, 1:0)                                   | Чемпионат мира по хоккею с шайбой 1990 |
| СССР: Мыльников; Малахов — Константинов, Татаринов — Бякин, Кравчук — Гусаров; Хомутов (2) — В. Быков — Каменский, Немчинов (1) — Семак (1) — Леонов, П. Буре — С. Федоров (1) — Христич, Тюменев, Е. Давыдов.                                                                                               |                                                                          |                                        |
| №821 19.04.90. | Фрибург. СССР — США — 10:1 (6:0, 3:1, 1:0)                               | Чемпионат мира по хоккею с шайбой 1990 |
| СССР: Мыльников (Ирбе, 41); Малахов — Константинов, Татаринов (1) — Фетисов (1), Кравчук — Гусаров; Хомутов (2) — В. Быков — Каменский (2), Немчинов (1) — Семак — Леонов, Бякин — С. Федоров — П. Буре (1), Тюменев (1), Е. Давыдов (1).                                                                    |                                                                          |                                        |
| №822 20.04.90. | Берн. СССР — Финляндия — 6:1 (2:0, 1:1, 3:0)                             | Чемпионат мира по хоккею с шайбой 1990 |
| СССР: Мыльников; Малахов — Константинов, Татаринов — Фетисов, Кравчук — Гусаров; Хомутов (2) — В. Быков — Каменский (1), Немчинов (2) — Семак — Леонов, С. Макаров — С. Федоров — П. Буре, Бякин — Тюменев — Е. Давыдов (1).                                                                                 |                                                                          |                                        |
| №823 22.04.90. | Берн. СССР — Швеция — 1:3 (1:0, 0:2, 0:1)                                | Чемпионат мира по хоккею с шайбой 1990 |
| СССР: Мыльников; Малахов — Константинов, Татаринов — Фетисов, Кравчук — Гусаров; Хомутов (1) — В. Быков — Каменский, Немчинов — Семак — Леонов, С. Макаров — С. Федоров — П. Буре, Бякин — Тюменев — Е. Давыдов.                                                                                             |                                                                          |                                        |
| №824 24.04.90. | Берн. СССР — Чехословакия — 4:1 (2:0, 1:0, 1:1)                          | Чемпионат мира по хоккею с шайбой 1990 |
| СССР; Ирбе; Малахов — Константинов (1), Татаринов — Фетисов, Кравчук — Гусаров (1); Хомутов — В. Быков — Каменский (1), Немчинов — Семак (1) — Леонов, Бякин — С. Федоров — П. Буре, С. Макаров — Христич — Е. Давыдов.                                                                                      |                                                                          |                                        |
| №825 26.04.90. | Берн. СССР — Канада — 3:3 (0:1, 2:2, 1:0)                                | Чемпионат мира по хоккею с шайбой 1990 |
| СССР: Ирбе: Малахов — Константинов, Татаринов (1) — Фетисов, Кравчук — Гусаров; Хомутов — В. Быков — Каменский, Немчинов — Семак — Леонов, Бякин — С. Федоров (1) — П. Буре, С. Макаров — Христич (1) — Е. Давыдов.                                                                                          |                                                                          |                                        |
| №826 28.04.90. | Берн. СССР — Швеция — 3:0 (0:0, 1:0, 2:0)                                | Чемпионат мира по хоккею с шайбой 1990 |
| СССР: Ирбе; Малахов — Константинов, Татаринов — Фетисов, Кравчук — Гусаров; Хомутов (1) — В. Быков — Каменский, Немчинов — Семак — Леонов, Бякин — С. Федоров — П. Буре, С. Макаров (1) — Христич (1) — Пряхин.                                                                                              |                                                                          |                                        |
| №827 30.04.90. | Берн. СССР — Канада — 7:1 (4:0, 0:1, 3:0)                                | Чемпионат мира по хоккею с шайбой 1990 |
| СССР: Ирбе: Малахов — Константинов, Татаринов (1) — Фетисов (1), Кравчук — Гусаров; Хомутов (1) — В. Быков (1) — Каменский (1), Немчинов — Семак — Е. Давыдов (1), Бякин — С. Федоров (1) — П. Буре, С. Макаров — Христич — Пряхин.                                                                          |                                                                          |                                        |
| №828 02.05.90. | Берн. СССР — Чехословакия — 5:0 (0:0, 2:0, 3:0)                          | Чемпионат мира по хоккею с шайбой 1990 |
| СССР: Ирбе (Мышкин, 56); Малахов — Константинов, Татаринов — Фетисов, Кравчук — Гусаров; Хомутов — В. Быков (1) — Каменский (2), Немчинов — Семак — Е. Давыдов (1), Бякин — С. Федоров — П. Буре, С. Макаров (1) — Христич — Пряхин.                                                                         |                                                                          |                                        |
| №829 13.05.90. | Токио. СССР — Япония — 17:3 (10:1 , 5:1, 2:1)                            | Кубок Японии                           |
| СССР: Ирбе (Мышкин, 29); Малахов — Константинов, Татаринов (1) — Ал. Смирнов, Кравчук (1) — Гусаров; П. Буре (2) — Христич (1) — Каменский (2), Немчинов (3) — Семак — Е. Давыдов, Коваленко (2) — В. Буцаев (2) — Знарок (2), Ширяев (1) — Бякин — Потайчук.                                                |                                                                          |                                        |
| 14.05.90. | Токио. СССР — Швеция - 2 — 5:2 (2:0, 1:2, 2:0)                           | Кубок Японии                           |
| СССР: Ирбе; Малахов — Константинов, Татаринов — Зубов, Кравчук — Гусаров; Ширяев — Ал. Смирнов; П. Буре (2) — Христич — Каменский (1), Немчинов (1) — Семак (1) — Е. Давыдов, Коваленко — В. Буцаев — Знарок, Бякин — Жамнов — Потайчук.                                                                     |                                                                          |                                        |
| №830 16.05.90. | Токио. СССР — Япония — 10:2 (2:1 , 5:1, 3:0)                             | Кубок Японии                           |
| СССР: Ирбе (Мышкин, 41); Малахов — Константинов (1), Кравчук (1) — Гусаров (1); Ширяев — Ал. Смирнов (1), Зубов; П. Буре — Христич — Каменский, Немчинов — Семак — Е. Давыдов, Коваленко (1) — В. Буцаев (2) — Знарок (1), Бякин (1) — Жамнов — Потайчук (1).                                                |                                                                          |                                        |
| 17.05.90. | Токио. СССР — Швеция - 2 — 7:0 (3:0, 2:0, 2:0)                           | Кубок Японии                           |
| СССР: Ирбе (Мышкин, 50): Малахов — Константинов, Татаринов — Зубов, Кравчук — Гусаров, Ширяев — Ал. Смирнов; П. Буре (1) — Христич (1) — Каменский, Немчинов (2) — Семак — Е. Давыдов, Коваленко — В. Буцаев — Бякин, Потайчук (1) — Жамнов (1) — Знарок (1).                                                |                                                                          |                                        |
| №831 15.07.90. | Форсса. СССР — Финляндия — 4:1 (2:0, 1: 0, 1: 1)                         | Товарищеский матч                      |
| СССР: Ирбе; Малахов — Константинов, Бякин — Татаринов (1), Кравчук — Гусаров, Селянин — Ал. Смирнов, Мотков; П. Буре (1) — С. Федоров (1) — Каменский, Ан. Ковалев — Жамнов (1) — Дорофеев, Коваленко — В. Буцаев — Е. Давыдов, Немчинов — Семак — Христич, Вяч. Козлов.                                     |                                                                          |                                        |
| №832 16.07.90. | Виерумяки. СССР — Финляндия — 8:1 (3:0, 3:0, 2:1)                        | Товарищеский матч                      |
| СССР; Ирбе (Браташ, 41); Малахов — Константинов, Бякин — Татаринов, Кравчук — Гусаров, Селянин — Ал. Смирнов, Карповцев, Мотков; П. Буре (1) — С. Федоров — Каменский, Ан. Ковалев (1) — Жамнов — Дорофеев, Коваленко — В. Буцаев — Е. Давыдов (3), Оксюта — Вяч. Козлов (2) — Христич (1), Немчинов, Семак. |                                                                          |                                        |
| №833 21.07.90. | Окленд. СССР — США — 1:3 (0:2, 0:0, 1:1)                                 | Товарищеский матч                      |
| СССР: Ирбе; Малахов (1) — Константинов, Бякин — Татаринов, Кравчук — Гусаров, Селянин — Ал. Смирнов; П. Буре — С. Федоров — Каменский, Ан. Ковалев — Жамнов — Семак, Коваленко — В. Буцаев — Е. Давыдов, Вяч. Козлов — Немчинов — Христич.                                                                   |                                                                          |                                        |
| №834 22.07.90 | Портленд. СССР — США — 5:3 (0:1, 1:2, 4:0)                               | Товарищеский матч                      |
| СССР: Ирбе; Малахов — Константинов, Бякин (1) — Татаринов (1), Кравчук — Гусаров, Селянин — Ал. Смирнов; П. Буре — С. Федоров — Каменский (1), Ан. Ковалев — Жамнов — Семак, Коваленко — В. Буцаев — Е. Давыдов (1), Вяч. Козлов — Немчинов — Христич (1).                                                   |                                                                          |                                        |
| №835 28.07.90. | Кеннеуик. СССР — ФРГ — 3:0(1:0, 1:0, 1:0)                                | Игры доброй воли                       |
| СССР: Ирбе; Малахов — Константинов, Татаринов — Ал. Смирнов, Кравчук — Гусаров, Селянин; П. Буре — Христич — Каменский, Ан. Ковалев — Жамнов — Семак (1), Коваленко — В. Буцаев — Е. Давыдов, Вяч. Козлов (1) — Немчинов (1) — Бякин.                                                                        |                                                                          |                                        |
| №836 30.07.90. | Кеннеуик. СССР — США — 10:1 (4:0, 0:0, 6:1)                              | Игры доброй воли                       |
| СССР: Ирбе; Малахов (1) — Константинов, Татаринов — Ал. Смирнов, Кравчук — Гусаров, Селянин; П. Буре (2) — Христич (1) — Каменский (1), Ан. Ковалев — Жамнов — Семак (1), Коваленко (1) — В. Буцаев — Е. Давыдов (2), Вяч. Козлов (1) — Немчинов — Бякин.                                                    |                                                                          |                                        |
| №837 01.08.90. | Кеннеуик. СССР — Швейцария — 4:2 (1:0, 0:1, 3:1)                         | Игры доброй воли                       |
| СССР: Ирбе; Малахов — Константинов, Татаринов — Ал. Смирнов, Кравчук — Гусаров, Селянин; П. Буре — Христич — Каменский, Ан. Ковалев — Жамнов — Семак, Коваленко (1) — В. Буцаев (1) — Е. Давыдов, Вяч. Козлов — Немчинов (1) — Бякин (1).                                                                    |                                                                          |                                        |
| №838 04.08.90. | Такома. СССР — Швеция — 4:1 (1:1, 0:0, 3:0)                              | Игры доброй воли                       |
| СССР: Ирбе; Малахов — Константинов, Кравчук — Гусаров, Татаринов — Ал. Смирнов, Селянин; П. Буре (2) — Христич — Каменский, Коваленко (1) — В. Буцаев — Е. Давыдов, Ан. Ковалев — Жамнов — Семак, Вяч. Козлов (1) — Немчинов — Бякин.                                                                        |                                                                          |                                        |
| №839 05.08.90. | Такома. СССР — США — 3:3 штрафные броски 2:0 (1:0, 1:3, 1:0, доп. время) | Игры доброй воли                       |
| СССР: Ирбе; Малахов — Константинов, Кравчук — Гусаров, Татаринов — Ал. Смирнов, Селянин; П. Буре — Христич — Каменский (3), Коваленко — В. Буцаев — Е. Давыдов, Ан. Ковалев — Жамнов — Семак, Вяч. Козлов — Немчинов — Бякин. Штрафные броски реализовали: Семак, Христич.                                   |                                                                          |                                        |
| №840 02.11.90. | Фридек-Мистек. СССР — Чехословакия — 4:2 (3:2, 1:0, 0:0)                 | Товарищеский матч                      |
| СССР: Ирбе; Малахов — Константинов, Житник — Кравчук, Селянин (1) — Ал. Смирнов, Юшкевич — Д. Миронов; П. Буре — В. Буцаев — Каменский, Андриевский (1) — Семак — Ан. Ковалев (1), Оксюта — С. Мартынюк — Вяч. Козлов, Бякин — Немчинов (1) — Гордиюк.                                                       |                                                                          |                                        |
| №841 04.11.90. | Злин. СССР — Чехословакия — 3:3 (1:1, 1:3, 1:1)                          | Товарищеский матч                      |
| СССР: Ирбе; Малахов — Константинов, Житник — Кравчук, Селянин — Ал. Смирнов, Юшкевич — Д. Миронов, Юдин; П. Буре — В. Буцаев (1) — Каменский, Андриевский — Семак — Ан. Ковалев, Оксюта — С. Мартынюк — Вяч. Козлов, Бякин (2) — Немчинов — Гордиюк.                                                         |                                                                          |                                        |
| №842 05.11.90. | Тренчин. СССР — Чехословакия — 4:5 (1: 2, 1: 1, 2:2)                     | Товарищеский матч                      |
| СССР: Ирбе; Малахов — Константинов, Житник — Кравчук, Селянин — Ал. Смирнов, Юшкевич — Д. Миронов (1); П. Буре — В. Буцаев — Каменский, Андриевский — Семак (1) — Ан. Ковалев, Оксюта (1) — С. Мартынюк — Вяч. Козлов, Бякин — Немчинов (1) — Гордиюк.                                                       |                                                                          |                                        |
| №843 07.12.90. | Фрибур. СССР — ФРГ — 10:0 (2:0, 2:0, 6:0)                                | Кубок «Ниссана»                        |
| СССР: Марьин (Шталенков, 41); Малахов — Константинов (1), Уваев — Тюриков, Бякин (1) — Д. Миронов, Кравчук — Федосов; Хомутов — В. Быков (1) — Каменский (2), Ан. Ковалев (2) — Семак — Хайдаров, Гордиюк (1) — Немчинов — Хмылев (1), Андриевский — Жамнов — Ломакин, В. Буцаев (1), Бушмелев.              |                                                                          |                                        |
| №844 08.12.90. | Берн. СССР — Швейцария — 7:0 (2:0, 3:0, 2:0)                             | Кубок «Ниссана»                        |
| СССР; Марьин (Шталенков, 41); Малахов (1) — Константинов, Уваев — Тюриков, Бякин (1) — Д. Миронов, Кравчук — Федосов; Е. Давыдов (1) — Масленников — Каменский, Ан. Ковалев — Семак — Хайдаров, Гордиюк — Немчинов (2) — Хмылев, Андриевский (1) — Жамнов — Ломакин, В. Буцаев, Бушмелев (1).                |                                                                          |                                        |
| №845 16.12.90. | Москва. СССР — Швеция — 5:1 (1:1, 2:0, 2:0)                              | Приз газеты «Известия»                 |
| СССР: Марьин; Малахов — Константинов, Уваев — Тюриков, Бякин — Д. Миронов, Кравчук — Попихин; Юлдашев — Масленников — Каменский (1), Ан. Ковалев (1) — Семак (1) — Хайдаров, Немчинов — В. Буцаев — Гордиюк, Андриевский (2) — Жамнов — Бушмелев.                                                            |                                                                          |                                        |
| №846 18.12.90. | Москва. СССР — Финляндия — 6:1 (0:0,4:1,2:0)                             | Приз газеты «Известия»                 |
| СССР: Марьин; Малахов — Константинов, Уваев — Тюриков, Бякин (1) — Д. Миронов, Кравчук (1) — Попихин, Федосов; Юлдашев — Масленников — Каменский (2), Ан. Ковалев — Семак (1) — Хайдаров, Немчинов — В. Буцаев — Гордиюк, Андриевский — Жамнов (1) — Бушмелев, Е. Давыдов.                                   |                                                                          |                                        |
| №847 20.12.90. | Москва. СССР — Канада — 6:1 (2:0, 3:1, 1:0)                              | Приз газеты «Известия»                 |
| СССР; Марьин; Федосов — Константинов, Уваев — Тюриков, Бякин — Д. Миронов, Кравчук — Попихин; Юлдашев (1) — В. Буцаев — Е. Давыдов, Ан. Ковалев (1) — Семак — Хайдаров, Немчинов (2) — Масленников (1) — Гордиюк (1), Андриевский — Жамнов — Бушмелев.                                                       |                                                                          |                                        |
| №848 21.12.90. | Москва. СССР — Чехословакия — 2:2 (1:0, 1:2, 0:0)                        | Приз газеты «Известия»                 |
| СССР: Марьин; Федосов — Константинов, Уваев — Тюриков, Бякин — Д. Миронов, Кравчук — Попихин; Юлдашев — В. Буцаев (1) — Е. Давыдов, Ан. Ковалев — Семак — Хайдаров, Немчинов — Масленников — Гордиюк, Андриевский (1) — Жамнов — Бушмелев.                                                                   |                                                                          |                                        |

## 1991
| №849 07.02.91. 1 158 | Стокгольм. Судьи Бёрнье Юханссон, Тобен Петерссон, Кент Туден (все — Швеция). СССР — Финляндия — 9:6 (3:2, 2:3, 4:1) Голы: Каменский (Буре, Буцаев, 8), Козлов (Зелепукин, 14), Гордиюк (14), Кравчук (Каменский, Буцаев, 25), Гордиюк (Немчинов, Жамнов, 32), Каменский (Буцаев, Буре, 46), Козлов (Смирнов, Зелепукин, 48), Немчинов (Гордиюк, 54), Зелепукин (Квартальнов, Козлов, 57) — Туомисто, (12), Хаанпяя (Хелминен,Ярвенпяя, 15), Ютила (Хелминен, 29, бол.), Пелтомаа (Хенрикссон, Виитакоски, 31, бол.), Вирта (Селянне, 36), Туомисто (Ниеминен, Руотанен, 60). | Шведские хоккейные игры                |                         |
| СССР: Марьин; Кравчук (1) — Константинов, Ширяев — Житник, Ал. Смирнов — Е. Наместников, Уваев — Миронов; Буре — Буцаев — Каменский (2), Трухно — Семак — Ан. Ковалев, Д. Квартальнов — Козлов (2) — Зелепукин (1), Немчинов (1) — Жамнов — Гордиюк (2).                          | |                                        |                         |
| №850 08.02.91. 2 380 зрителей. | Стокгольм. Судьи Бёрнье Юханссон, Юхан Энестедт, Кристер Лиркинг (все - Швеция). СССР — Чехословакия — 2:2 (0:1, 1:1, 1:0) Голы: Кравчук (Буре, 32, бол.), Каменский (Жамнов, 49) — Влк (Земличка, 11), Гудас (Елинек, 26). | Шведские хоккейные игры                |                         |
| СССР: Марьин; Кравчук (1) — Константинов, Ширяев — Житник, Ал. Смирнов — Е. Наместников, Уваев — Миронов; Буре — Буцаев — Каменский (1), Трухно — Семак — Ан. Ковалев, Д. Квартальнов — Козлов — Зелепукин, Немчинов — Жамнов — Гордиюк.                                          | |                                        |                         |
| №851 10.02.91. 13 850 зрителей. | Стокгольм. Судьи Сеппо Мякеля (Финляндия), Юхан Энестедт, Кристер Лиркинг (оба - Швеция). Голы: Констанринов (Каменский, Буре, 1), Трухно (Семак, 2), Каменский (Буре, 21), Семак (Трухно, 33, мен.), Уваев, 53, бол.), Буре (Каменский, 53) — Кенхольт (Карнбек, 20), Рундквист (Лооб,. Юнссон, 38), Викторссон (Юханссон, 42), Самуэльссон (Карнбек, 55). | СССР — Швеция — 6:4 (2:1, 2:1, 2:2)    | Шведские хоккейные игры |
| СССР: Марьин; Кравчук — Константинов (1), Ширяев — Житник, Ал. Смирнов — Е. Наместников, Уваев (1) — Миронов; Буре (1) — Буцаев — Каменский (1), Трухно (1) — Семак (1) — Ан. Ковалев, Д. Квартальнов — Козлов — Зелепукин, Немчинов — Жамнов — Гордиюк.                          | |                                        |                         |
| №852 02.04.91. | Хельсинки. СССР — Финляндия — 5:3(2:2, 3:1, 0:0) | Товарищеский матч                      |                         |
| СССР: Трефилов; Малахов — Константинов, Кравчук — Миронов, Ширяев — Житник, Уваев — Ал. Смирнов, Юшкевич; Буре (3) — Буцаев — Каменский (1), Прохоров — Семак (1) — Знарок, Козлов — Жамнов — Ломакин, Д. Квартальнов — Титов — Зелепукин, Немчинов, Гордиюк.                     | |                                        |                         |
| №853 07.04.91. | Гармиш-Партенкирхен. СССР — ФРГ — 2:0 (2:О, 0:0, 0:0) | Товарищеский матч                      |                         |
| СССР: Трефилов; Малахов — Константинов, Кравчук — Миронов, Ширяев — Житник, Юшкевич — Ал. Смирнов; Буре — Буцаев — Каменский, Немчинов — Семак — Прохоров, Козлов (1) — Жамнов — Ломакин, Зелепукин (1) — Титов — Знарок, Гордиюк, Д. Квартальнов.                                | |                                        |                         |
| №854 08.04.91. | Вайден. СССР — ФРГ — 9:2 (1:1, 4:1, 4:0) | Товарищеский матч                      |                         |
| СССР: Марьин; Малахов — Константинов, Кравчук (1) — Миронов (1), Ширяев — Житник, Юшкевич — Ал. Смирнов (1); Буре — Буцаев (1) — Каменский (1), Немчинов (1) — Семак — Прохоров, Козлов — Жамнов (3) — Ломакин, Зелепукин — Титов — Знарок, Гордиюк, Д. Квартальнов.              | |                                        |                         |
| №855 19.04.91. | Турку. СССР — Швейцария — 3:1 (1:0, 1:1, 1:0) | Чемпионат мира по хоккею с шайбой 1991 |                         |
| СССР: Марьин; Малахов — Константинов, Кравчук — Миронов, Гусаров — Фетисов; Буре — Быков — Каменский (1), Немчинов (1) — Семак — Зелепукин, Козлов — Жамнов — Ломакин, Буцаев, Бякин (1).                                                                                         | |                                        |                         |
| №856 20.04.91. 2 000 зрителей. | Турку. Судьи Адам (США), Штадлер (Швейцария), Энестед (Швеция). СССР — ФРГ — 7:3 (1:0, 2:1, 4:2) Голы: Буре (Каменский, 10, бол.), Каменский (Зелепукин, 25), Ломакин (Семак, 34), Каменский (Быков, Буре, 46), Жамнов (Козлов, 53), Буре (Каменский, Быков, 55)Ломакин (Фетисов, 57, бол.) — Хаген (Трунчка, 29), Освальд (Хилгер, 49), Покорны (Брандль, 60). | Чемпионат мира по хоккею с шайбой 1991 |                         |
| СССР; Марьин (Трефилов, 58); Малахов — Фетисов, Кравчук — Миронов, Касатонов — Гусаров; Буре (2) — Быков — Каменский (2), Немчинов — Семак — Ломакин (2), Козлов — Жамнов (1) — Зелепукин, Бякин — Буцаев — Константинов.                                                         | |                                        |                         |
| №857 22.04.91. 6 000 зрителей. Судьи: Шнайдер (Германия), Ингеман, Раутавуори (оба - Финляндия). | Хельсинки. СССР — Финляндия — 3:0 (1:0, 1:0, 1:0) Голы: Немчинов (Гусаров, 12, бол.), Каменский (Буре, Быков, 25), Бякин (56) — Эберле (Тон. Люти, 21). | Чемпионат мира по хоккею с шайбой 1991 |                         |
| СССР: Трефилов; Гусаров — Фетисов (1), Кравчук — Миронов, Касатонов — Константинов, Малахов — Бякин; Буре — Быков — Каменский, Немчинов — Семак (1) — Ломакин, Макаров — Жамнов — Козлов, Д. Квартальнов — Буцаев (1) — Зелепукин.                                                | |                                        |                         |
| №858 23.04.91. 8 300 зрителей | Хельсинки. Судьи Юханссон (Швеция), Шютц, Штадлер (оба - Швейцария), СССР — США — 12:2 (6:0, 2:1, 4:1) Голы: Макаров (Касатонов, Констатинов, 7, бол.), Каменский (Быков, 13), Миронов (Семак, Немчинов, 13, бол.), Касатонов (Жамнов, 15), Кравчук (Миронов, Семак, 19, бол.), Буцаев (Козлов, Константинов, 20), Козлов (Жамнов, Макаров, 27), Жамнов (Касатонов, Макаров, 32), Семак (Немчинов, Ломакин, 41), Козлов (Жамнов, 44), Буцаев (Зелепукин, 57), Миронов (Буцаев, 60) — Маллен (Миллер, Воланин, 29, бол.), Рёник (Крюгер, 47).                                  | Чемпионат мира по хоккею с шайбой 1991 |                         |
| СССР: Трефилов (Марьин, 41); Гусаров — Фетисов, Кравчук (1) — Миронов (2), Касатонов (1) — Константинов, Малахов — Бякин; Буре — Быков — Каменский (1), Немчинов — Семак (1) — Ломакин, Макаров (1) — Жамнов (1) — Козлов (2), Д. Квартальнов — Буцаев (2) — Зелепукин.           | |                                        |                         |
| №859 25.04.91. | Турку. СССР — Канада — 5:3 (3:1, 0:1, 2:1) | Чемпионат мира по хоккею с шайбой 1991 |                         |
| СССР: Марьин; Фетисов — Гусаров (1), Кравчук — Миронов, Касатонов (1) — Константинов, Малахов — Бякин; Буре — Быков — Каменский, Немчинов — Семак — Ломакин (1), Макаров — Жамнов (2) — Козлов, Зелепукин, Буцаев.                                                                | |                                        |                         |
| №860 26.04.91. 10 000 зрителей. | Турку. Судьи Юханссон (Швеция), Штадлер (Швейцария), Раутавуори (Финляндия). СССР — Чехословакия — 6:2 (2:1, 2:0, 2:1) Голы: Семак (Миронов, 6, бол.), Макаров (16), Бякин (Макаров, Жамнов, 24), Буцаев (Зелепукин, Квартальнов, 24), Касатонов (Макаров, 43), Макаров (Гусаров, 58, мен.) — Холик, (Волек, Смелик, 12, бол.), Волек (Холик, 54). | Чемпионат мира по хоккею с шайбой 1991 |                         |
| СССР: Трефилов (Мышкин, 58); Гусаров — Фетисов, Кравчук — Миронов, Касатонов (1) — Константинов, Малахов — Бякин (1); Буре — Быков — Каменский, Немчинов — Семак (1) — Ломакин, Макаров (2) — Жамнов — Козлов, Д. Квартальнов — Буцаев (1) — Зелепукин.                           | |                                        |                         |
| №861 28.04.91. 9 900 зрителей. | Турку. Судьи Адам, Зелкин (оба — США), Шютц (Германия). СССР — Швеция — 5:5 (1:0, 2:2, 2:3) Голы: Быков(Буре, 11), Каменский (Буре, 21), Миронов (Семак, Кравчук, 22), Быков (Буре, 41, бол.), Буре (Кравчук, 54) — Энлунд (Рундквист, М. Юханссон, 31), К. Юханссон (Сундин, Кенхольт, 32, бол.), Неслунд, (Рундквист, Лооб, 43, бол.), М. Юханссон (Энлунд, Бергквист, 48), Рундквист, (Бергквист, 57). | Чемпионат мира по хоккею с шайбой 1991 |                         |
| СССР: Трефилов; Гусаров — Фетисов, Кравчук — Миронов (1), Касатонов — Константинов, Малахов — Бякин; Буре (1) — Быков (2) — Каменский (1), Немчинов — Семак — Ломакин, Макаров — Жамнов — Козлов, Д. Квартальнов — Буцаев — Зелепукин.                                            | |                                        |                         |
| №862 30.04.91. 8 200 зрителей. | Турку. Судьи Юханссон, Энестед, Леркинг (все — Швеция). СССР — США — 6:4 (4:2, 2:2, 0:0) Голы: Фетисов (Гусаров, Буре, 5), Миронов (Ломакин, 6, бол.) Немчинов, (12), Фетисов (Макаров, Жамнов, 13), Быков (Гусаров, 21, бол.), Козлов (Касатонов, 32, бол.) — Воланин (Макичерн, 14), Сакко (Браун, 15), Маллен (Коул, 26), Фицджеральд (Макичерн, 27). | Чемпионат мира по хоккею с шайбой 1991 |                         |
| СССР; Трефилов; Гусаров — Фетисов (2), Кравчук — Миронов (1), Касатонов — Константинов, Малахов — Бякин; Буре — Быков (1) — Каменский, Немчинов (1) — Семак — Ломакин, Макаров — Жамнов — Козлов (1), Д. Квартальнов — Буцаев — Зелепукин.                                        | |                                        |                         |
| №863 02.05.91. 10 600 зрителей. | Турку. Судьи Адам (США), Энестед, Леркинг (оба — Швеция). СССР — Канада — 3:3 (1:1, 2:1, 0:1) Голы: Быков (Каменский, 9), Каменский (29), Семак (Немчинов, 33, бол.) — Крэвен (Р. Куртнолл, 20), Макоун (Роннинг, Линден, 22, бол.), Сакик (Р. Куртнолл, 52). | Чемпионат мира по хоккею с шайбой 1991 |                         |
| СССР: Трефилов; Гусаров — Фетисов, Кравчук — Миронов, Касатонов — Константинов, Малахов — Бякин; Буре — Быков (1) — Каменский (1), Немчинов — Семак (1) — Ломакин, Макаров — Жамнов — Козлов, Д, Квартальнов — Буцаев — Зелепукин.                                                | |                                        |                         |
| №864 04.05.91. 10 800 зрителей. | Турку. Судьи Мякеля, Раутавуори (оба — Финляндия), Шютц (Германия). СССР — Швеция — 1:2 (1:1, 0:0, 0:1) Голы: Семак (Константинов, Кравчук, 11, бол.) — Бергквист (3), Сундин, (50). | Чемпионат мира по хоккею с шайбой 1991 |                         |
| СССР: Трефилов; Гусаров — Фетисов, Кравчук — Миронов, Касатонов — Константинов, Малахов ; Буре — Быков — Каменский, Немчинов — Семак (1) — Ломакин, Макаров — Жамнов — Козлов, Д, Квартальнов — Буцаев — Бякин.                                                                   | |                                        |                         |
| 14.08.91. | Вестерос. СССР — Швеция — 4:3 (2:2, 1:1, 1:0) | Товарищеский матч                      |                         |
| СССР: Марьин, Касатонов — Мотков, Татаринов — Гусаров (1), Малахов — Миронов, Кравчук — Житник, Филимонов, Каспарайтис; Коваленко — Буцаев — Каменский, Королев (1) — Семак — Хайдаров, Ломакин (1) — Жамнов — Андриевский, Гордиюк — Христич — Прохоров, Козлов, Ал. Ковалев(1). | |                                        |                         |
| 15.08.91. | Стокгольм. СССР — Швеция — 1:4 (0:0, 1:0, 0:4) | Товарищеский матч                      |                         |
| СССР: Трефилов; Касатонов — Мотков, Татаринов — Гусаров, Малахов — Миронов, Кравчук — Каспарайтис, Филимонов; Коваленко — Буцаев — Каменский, Королев (1) — Семак — Хайдаров, Ломакин — Жамнов — Андриевский, Ал. Ковалев — Христич — Прохоров, Козлов, Гордиюк.                  | |                                        |                         |
| 18.08.91. | Коувола. СССР — Финляндия — 4:2 (2:0, 0:0, 2:2) | Товарищеский матч                      |                         |
| СССР: Марьин; Касатонов — Мотков, Татаринов — Житник, Малахов — Гусаров, Филимонов — Кравчук (1); Коваленко — Буцаев — Христич, Королев (2) — Семак — Хайдаров, Ал. Ковалев — Жамнов — Ломакин, Прохоров — Козлов (1) — Гордиюк, Андриевский.                                     | |                                        |                         |
| 19.08.91. | Тампере. СССР — Финляндия — 5:4 (1:0, 2:0, 2:4) | Товарищеский матч                      |                         |
| СССР: Марьин; Касатонов — Мотков; Татаринов — Житник (1), Малахов — Гусаров, Филимонов — Кравчук, Миронов; Коваленко — Буцаев — Христич (1), Королев — Семак (2) — Хайдаров (1), Андриевский — Жамнов — Ломакин, Гордиюк — Козлов — Прохоров, Ал. Ковалев.                        | |                                        |                         |
| 25.08.91. | Гамильтон. СССР — Канада — 2:4 (1:2, 1:0, 0:1) | Товарищеский матч                      |                         |
| СССР: Марьин; Касатонов — Мотков, Татаринов — Житник, Малахов — Миронов, Филимонов — Кравчук; Коваленко — Буцаев — Христич, Королев — Семак — Хайдаров (1), Ломакин — Гальченюк — Жамнов, Козлов — Федоров — Прохоров (1), Андриевский.                                           | |                                        |                         |
| 27.08.91. | Саскатун. СССР — Канада — 4:3 (2:1, 1:0, 0:1) | Товарищеский матч                      |                         |
| СССР: Шталенков; Касатонов (1) — Кравчук, Татаринов — Житник, Малахов — Миронов, Филимонов; Козлов (2) — Федоров — Прохоров, Королев — Семак — Хайдаров, Коваленко (1) — Буцаев — Христич, Ломакин — Гальченюк — Жамнов, Гордиюк.                                                 | |                                        |                         |
| 31.08.91. | Саскатун. СССР — Чехословакия — 2:5 (0:3, 0:1, 2:1) | Кубок Канады 1991                      |                         |
| СССР: Марьин (Шталенков, 21); Касатонов — Кравчук, Татаринов Житник, Малахов — Миронов, Гусаров — Филимонов; Козлов — Федоров (1) — Прохоров, Королев — Семак — Хайдаров, Ломакин — Гальченюк — Жамнов (1), Коваленко — Буцаев — Гордиюк.                                         | |                                        |                         |
| 02.09.91. | Монреаль. СССР — Швеция — 2:3 (0:1, 0:1, 2:1) | Кубок Канады 1991                      |                         |
| СССР: Шталенков; Касатонов — Кравчук, Малахов — Миронов, Гусаров — Житник, Татаринов — Филимонов; Козлов — Федоров — Прохоров, Ломакин — Жамнов (1) — Семак (1), Коваленко — Буцаев Гордиюк, Королев — Гальченюк — Хайдаров.                                                      | |                                        |                         |
| 05.09.91. | Гамильтон. СССР — Финляндия — 6:1 (3:0, 2:1, 1:0) | Кубок Канады 1991                      |                         |
| СССР: Шталенков (Трефилов, 56); Касатонов — Кравчук, Малахов — Миронов, Гусаров — Житник, Татаринов — Филимонов; Козлов (1) — Федоров (1) — Прохоров (1), Ломакин — Жамнов — Семак, Коваленко — Буцаев (2) — Гордиюк, Королев — Гальченюк — Хайдаров (1).                         | |                                        |                         |
| 07.09.91. | Чикаго. СССР — США — 1:2 (0: 1, 0:1, 1:0) | Кубок Канады 1991                      |                         |
| СССР: Шталенков; Касатонов — Кравчук, Малахов — Миронов, Гусаров — Житник, Татаринов — Филимонов; Козлов — Федоров — Прохоров, Ломакин — Жамнов (1) — Семак, Коваленко — Буцаев, Гордиюк, Королев — Гальченюк — Хайдаров.                                                         | |                                        |                         |
| 09.09.91. | Квебек-Сити. СССР — Канада — 3:3 (1:1, 1:0. 1:2) | Кубок Канады 1991                      |                         |
| СССР: Шталенков; Касатонов — Кравчук, Малахов — Миронов, Татаринов — Гусаров, Житник — Филимонов; Козлов — Федоров — Прохоров, Ломакин — Жамнов — Семак (1), Коваленко (1) — Буцаев — Хайдаров (1), Королев — Гальченюк — Гордиюк.                                                | |                                        |                         |
| 07.11.91. | Франкфурт-на-Майне. СССР — Германия — 5:3 (3:1,0:2,2:0) | Кубок Германии                         |                         |
| СССР: Шталенков; Сорокин — Карповцев, Уваев — Юшкевич, Малахов — Миронов, Кравчук — Житник (1); Каминский — Семак (2) — Жамнов (1), Борщевский — Болдин — Прохоров, Потайчук — Кудашов — Гордиюк, Оксюта (1) — Буцаев — Дорохин.                                                  | |                                        |                         |
| 09.11.91. | Франкфурт-на-Майне. СССР — Чехословакия — 6:3 (2:1,1:0,3:2) | Кубок Германии                         |                         |
| СССР: Шталенков; Сорокин — Карповцев, Уваев — Юшкевич (1), Малахов — Миронов (1), Кравчук — Житник; Каминский — Семак — Жамнов, Борщевский — Болдин — Прохоров (1), Потайчук — Кудашов — Гордиюк (1), Оксюта (2) — Буцаев — Андриевский.                                          | |                                        |                         |
| 10.11.91. | Франкфурт-на-Майне. СССР — Швеция — 2:2 (1:2,0:0,1:0) | Кубок Германии                         |                         |
| СССР: Шталенков; Сорокин — Карповцев, Уваев — Юшкевич, Малахов — Миронов, Кравчук — Житник; Каминский — Семак (1) — Жамнов, Борщевский (1) — Болдин — Прохоров, Потайчук — Кудашов — Гордиюк, Оксюта — Буцаев — Андриевский.                                                      | |                                        |                         |

| Матчи сборной СССР за предыдущие годы (1985—1989) | Матчи сборной СССР по хоккею, сыгранные в 1990—1991 гг. | Матчи сборной России по хоккею (1992—1995) |